# Odd Squad (televisieserie)
Odd Squad is een Canadese komisch en educatieve televisieserie voor kinderen. Het derde seizoen werd uitgezonden als Odd Squad Mobile Unit. De hoofdpersonages gebruiken logica en basiswiskunde op problemen in hun stad op te lossen.

## Beschrijving
De serie volgt de avonturen van Odd Squad, een organisatie die volledig door kinderen wordt gerund en die eigenaardige problemen oplost met behulp van wiskundige vaardigheden. In de eerste twee seizoenen komen twee medewerkers van de onderzoeksafdeling van de organisatie aan bod - de agenten Olive (Dalila Bela) en Otto (Filip Geljo) in het eerste seizoen en Olympia (Anna Cathcart) en Otis (Isaac Kragten) in het tweede seizoen. In bepaalde afleveringen komen andere soorten werknemers van de fictieve organisatie voor, zoals beveiligingsbeambten, zogenaamde “tube operators” en wetenschappers. De namen van de medewerkers beginnen bijna altijd met de letter O. Agenten krijgen meestal zaken toegewezen door hun baas Ms. O (Millie Davis). Ze reizen via een systeem van onderling verbonden buizen naar hun bestemming. Ze leiden de oplossing van het probleem of de manier om de dader aan te houden af aan de hand van wiskundige basisprincipes waar de aflevering meestal om draait. Vaak kunnen ze het probleem niet ter plekke oplossen en moeten ze terug naar het hoofdkantoor van hun politiedistrict of naar de “Mathroom”. Naast wiskunde gebruiken de agenten ook “gadgets” die zijn ontworpen door de wetenschappers; in het eerste seizoen staat agent Oscar (Sean Michael Kyer) aan het hoofd van het lab. Begin seizoen twee krijgt hij een assistente, agent Oona (Olivia Presti) die uiteindelijk de leiding overneemt.
De personages krijgen ook te maken met verschillende terugkerende schurken die vaak een wiskundige draai geven aan hun misdaden. In het derde seizoen Odd Squad Mobile Unit, verandert de setting van wijk 13579 naar een busje; in dit seizoen worden vier agenten door de Big O (Davis) toegewezen om in het busje te werken en de wereld rond te reizen om zaken op te lossen waar de lokale wijkbureaus niet bij kunnen of extra hulp nodig hebben.
Er werd een vierde seizoen gemaakt genaamd Odd Squad UK dat zich afspeelt in het Verenigd Koninkrijk. Daarnaast werden er ook de films Odd Squad: The Movie en Odd Squad: World Turned Odd uitgebracht. Daarnaast was er een videoserie OddTube en podcast Odd Squadcast waar er vragen werden beantwoord over de serie.

## Rolverdeling
| Acteur               | Personage         | Totaal afl. |
| -------------------- | ----------------- | ----------- |
| Millie Davis         | Ms. O / Big O     | 98          |
| Dalila Bela          | Agent Olive       | 43          |
| Filip Geljo          | Agent Otto        | 41          |
| Sean Michael Kyer    | Agent Oscar       | 52          |
| Anna Cathcart        | Agent Olympia     | 36          |
| Isaac Kragten        | Agent Otis        | 35          |
| Olivia Presti        | Agent Oona        | 42          |
| Valentina Herrera    | Agent Opal        | 21          |
| Jayce Alexander      | Agent Omar        | 33          |
| Gavin MacIver-Wright | Agent Oswald      | 34          |
| Alyssa Hidalgo       | Agent Orla        | 33          |
| Glee Dango           | Agent Osmeralda   | 18          |
| Shazdeh Kapadia      | Orpita / Little O | 14          |
| Christian Distefano  | Owen              | 41          |
| Peyton Kennedy       | Dr. O             | 28          |
| Michela Luci         | Agent Orchid      | 27          |
| Hattie Kragten       | Van Computer      | 23          |
| Ali Prijono          | Ophelia           | 21          |
| Eshaan Buadwal       | Olaf              | 18          |
| Elijah Sandiford     | Agent Ocean       | 18          |
| Bryan Stevenson      | Oakley            | 17          |
| Jaiden Cannatelli    | Ohlm              | 17          |
| Madeleine Barbeau    | Oksana            | 16          |
| Brendan Heard        | Agent Oren        | 15          |

## Prijzen en nominaties
De televisieserie werd beloond met 167 nominaties waarvan er 48 gewonnen werden. Er waren 45 nominaties voor de Daytime Emmy Award waarvan er 15 gewonnen werden. Andere nominaties kwamen er van Young Artist Award, The Joey Awards, Canadian Screen Awards, Young Entertainer Awards, Kidscreen Awards en Youth Media Alliance Awards of Excellence.